# コスモトロン (加速器)

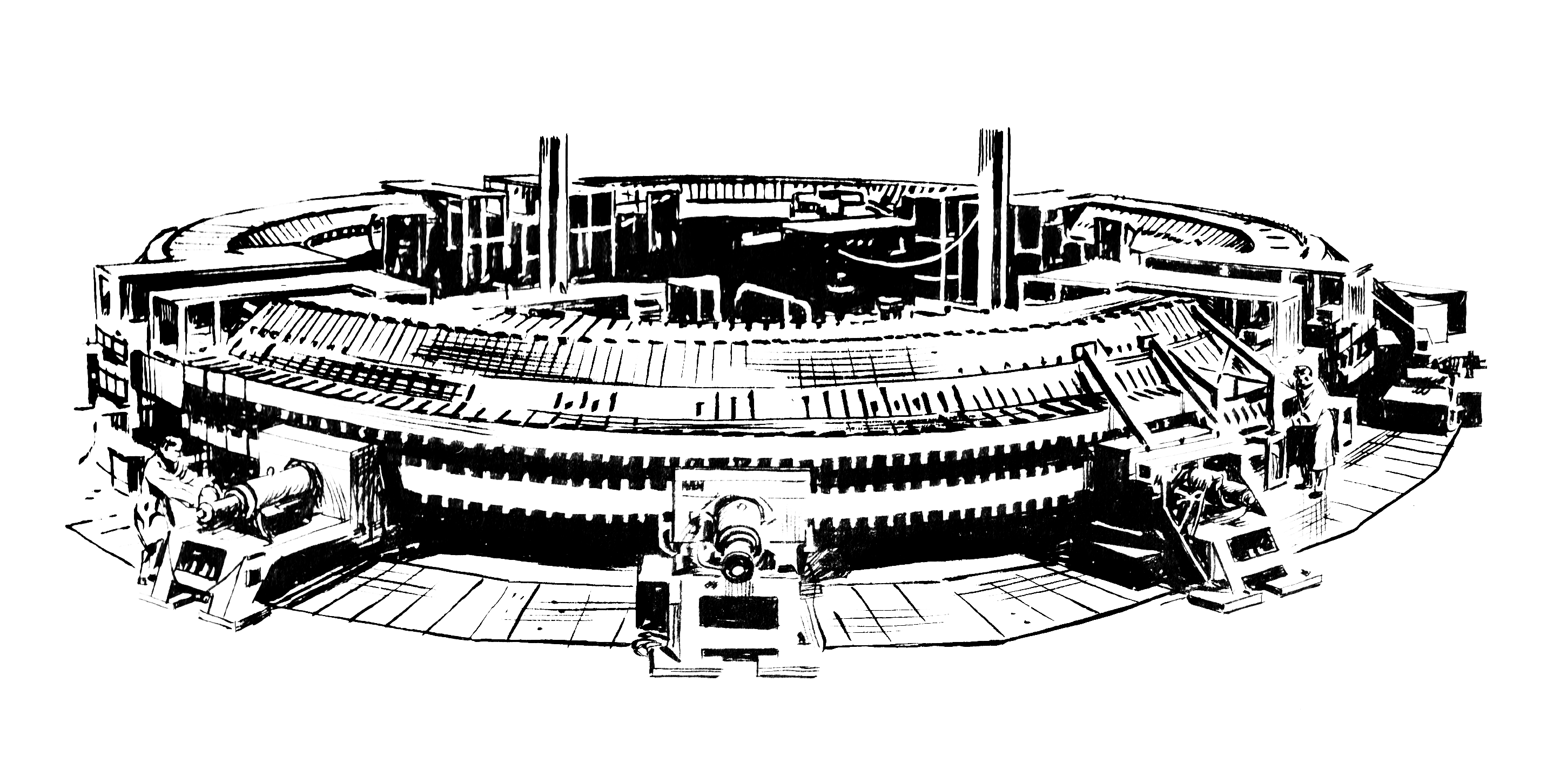
コスモトロンの描画

コスモトロン（英語: Cosmotron）はブルックヘブン国立研究所にあった陽子を加速するシンクロトロンである。1948年にアメリカ原子力委員会がコスモトロンの建設を認可し、1953年に最大加速エネルギーに達し、1966年まで運用を続け1969年に解体された。コスモトロンは世界で初めてGeVオーダーの運動エネルギーを粒子に与えることに成功した加速器であり、3.3 GeV（30億電子ボルト）に到達した。また素粒子物理学の実験のために粒子線を加速器の外に取り出すことに成功した世界初の加速器でもあった。以前は宇宙線のみで観察されていた中間子を観測し、さらに重くて不安定な粒子を世界で初めて発見した加速器でもあり（当時、これらの粒子はV粒子と呼ばれた）、奇妙な(ストレンジ)粒子と呼ばれる粒子の存在を実験的に確認した。コスモトロンは宇宙線の観測で発見されていた全ての中間子を製造することができ、ベクトル中間子を新たに発見した。
当初、このシンクロトロンの名前は、宇宙線の生成という目標を表すコスミトロン(Cosmitron)であったが、サイクロトロンのように聞こえるコスモトロン(Cosmotron)に変更された。ビームサイズは64×15cmで、直径は22.9 m、目標エネルギーは3 GeVとして設計された。重さ6トン、最大1.5テスラの電磁石288個が4つの曲線部を形成している。最初に別の加速器で粒子を中間エネルギーまで加速した後、コスモトロンに入射することで、偏向磁石の磁場の変化を抑えていた。直線部には磁石が無かったため収束できず、粒子のベータトロン振動が急激に増加することが懸念されたが、これらの大きな問題はすべて克服された。
1950年代のシンクロトロン研究において世界をリードしていたものの、コスモトロンや、更に巨大なベバトロンを超えるエネルギーの加速器を経済的に実現するためには新たに強集束の原理を用いたシンクロトロンが必要であった。